# Бурячки
Бурячки́ — село в Україні, у Казанківській селищній громаді Баштанського району Миколаївської області. Населення становить 21 особу.